# Richard Hudson (scenografo)
Richard Hudson (9 giugno 1954) è uno scenografo e costumista zimbabwese.

## Biografia
Dopo gli studi al Wimbledon College of Arts, ha esordito sulle scene londinesi collaborando con Yolanda Sonnabend nei primi anni 1980. Nella stagione 1988/89 ottenne un primo successo come scenografo all'Old Vic, curando, nel corso dell'anno, numerosi allestimenti, tra i quali Andromaca, Bussy D'Ambois, La tempesta e Re Lear; per il suo lavoro all'Old Vic vinse il Premio Laurence Olivier nel 1989. Nello stesso anno curò le scenografie di Lucia di Lammermoor alla Opernhaus Zürich. Negli anni successivi fu lo scenografo della prima britannica di Into the Woods a Londra (1990), fece il suo debutto con l'English National Opera ne Le nozze di Figaro (1991), esordì a Chicago con La dodicesima notte al Goodman Theatre (1992), curò le scenografie per I maestri cantori di Norimberga alla Royal Opera House (1993) e lavorò con la Royal Shakespeare Company in allestimenti de Il costruttore Solness (1989), Arancia meccanica (1990), I mostri sacri (1993) e Il giardino dei ciliegi (1995). Riscosse un enorme successo nel 1997 come scenografo del musical The Lion King a Broadway, vincendo l'Outer Critics Circle Award, il Drama Desk Award e il Tony Award per le migliori scenografie. Nel 1998 esordì come scenografo e costumista al Metropolitan Opera House con Samson et Dalila, mentre el 1999 fu nominato Royal Designers for Industry.
Nel 2000 fece il suo esordio al Festival di Glyndebourne curando allestimenti del Don Giovanni (con lo storico collaboratore Graham Vick) e Le nozze di Figaro. Il 2001 vide il debutto all'Opéra national de Paris con Chovanščina, tornando a collaborare con il teatro per I vespri siciliani nel 2003. Nella stagione 2005/2006 curò le scenografie dell'Eugenio Onegin al Teatro alla Scala. Gli anni seguenti furono segnati dalla numerose collaborazioni con il Young Vic, ma anche da una maggiore attività nel mondo della danza classica come costumista per il Royal Ballet (Rushes, 2008; Invitus Invitam, 2010), l'American Ballet Theatre (Lo schiaccianoci, 2010; Dumbarton Oaks, 2011; La bella addormentata, 2015), il National Ballet of Canada (Romeo e Giulietta, 2011), il Balletto Reale Danese (Le Coq D'or e La Bayadère, 2012), il Balletto dell'Opéra di Parigi (La bella addormentata, 2015), il Corpo di Ballo del Teatro alla Scala (La bella addormentata, 2015) e il Balletto Bol'šoj (Romeo e Giuliettta, 2020). Nel 2010 fu costumista e scenografo di Tamerlano al Covent Garden, mentre nel 2011 esordì al Teatro dell'Opera di Roma curando scene e costumi de Il ratto dal serraglio e tornò al Met con Armida. Nel 2022 fu nuovamente candidato al Tony Award per Leopoldstadt di Tom Stoppard a Broadway.